# Sagar (Heiliger)
Sagar († um 170/175) war Bischof von Laodikeia am Lykos und Heiliger.
Eine Überlieferung sieht in Sagar einen Schüler des Apostels Paulus, doch ist ein direktes Schüler-Verhältnis zu Paulus wegen des zeitlichen Abstands ausgeschlossen. Sagar soll unter dem Proconsul Servilius zur Zeit des Kaisers Mark Aurel als Märtyrer gestorben sein; dieses Martyrium wird etwa um 170 oder 175 datiert.
Sagar wird als Heiliger verehrt. Sein Gedenktag ist der 6. Oktober.